# بریز
بریز، روستایی در دهستان دهکویه بخش مرکزی شهرستان لارستان در استان فارس ایران است.
فاصله‌‌ٔ این روستا تا مرکز شهرستان ۴۵ کیلومتر است.

## اماکن تاریخی
این روستا یک کاروان سرا دارد که در زمان شاه عباس صفوی ساخته شده‌است. همچنین در این روستا امامزاده‌ای به نام «میراحمد» مدفون است که مورد توجه و محل زیارت مردم محلی است.

## جمعیت
بر پایه سرشماری عمومی نفوس و مسکن در سال ۱۳۹۵، جمعیت این روستا برابر با ۲٬۳۵۰ نفر (۶۳۳ خانوار) بوده است.